# Kachwaha

La bandera Pachrang (cinc colors) de Jaipur. Previ a l'adopció de la Pachrang per Raja Man Singh d'Amber, la bandera original dels Kachwahas va ser coneguda com "Jharshahi (tres marques).

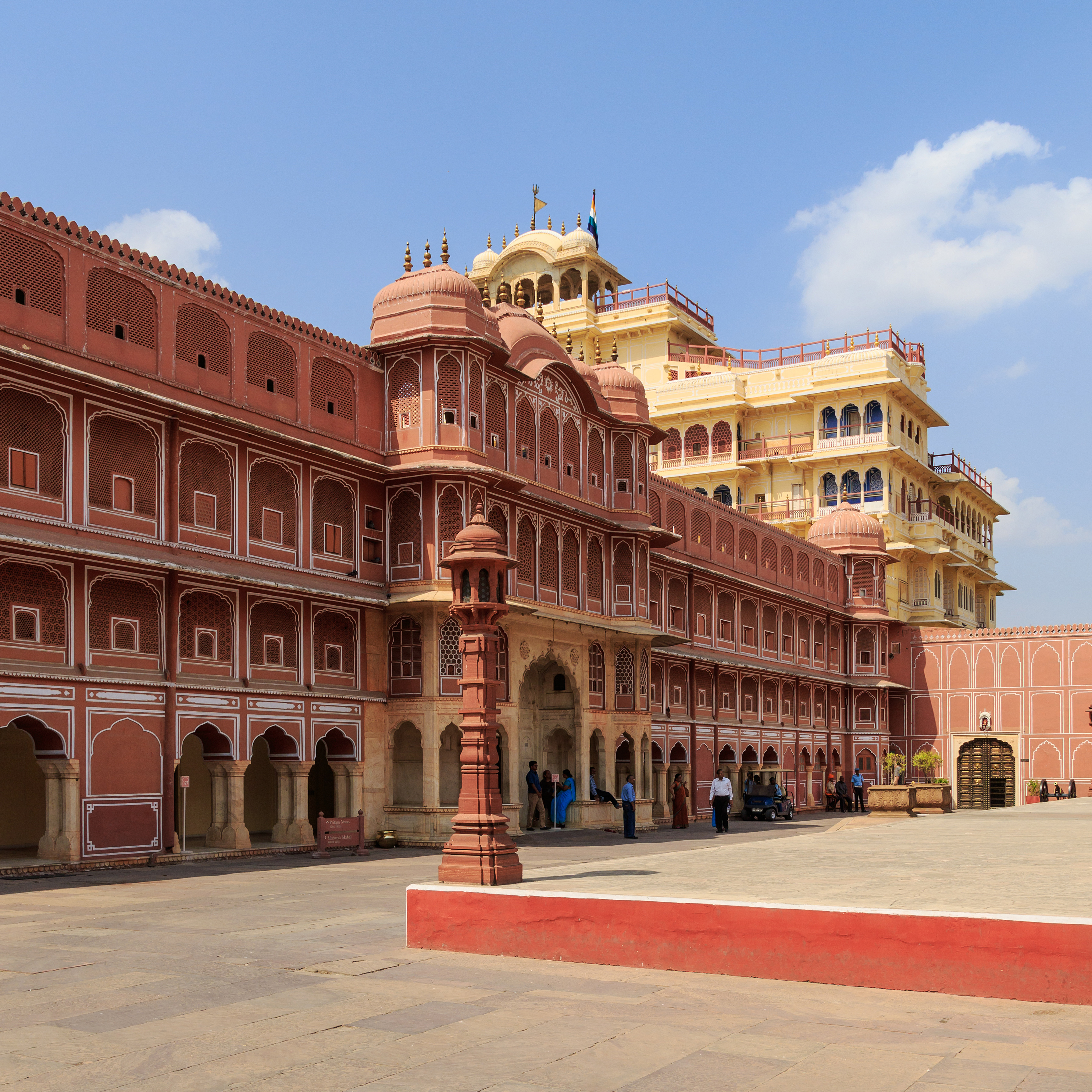
Chandramahal a City Palace, Jaipur, que va ser construït pels Kachwaha Rajputs.

Kachwaha és un grup o casta amb origen a l'Índia. Tradicionalment eren camperols però en el segle xx van començar a reclamar ser un clan RAJPUT. Algunes famílies de la casta van governar un nombre de regnes i principats, com Alwar, Amber (més tard anomenat Jaipur) i Maihar.
El kachwahes són de vegades esmentats com kushwaha. Aquest terme (paraigua de sol) representa com a mínim quatre comunitats amb ocupacionals similars, totes reclamant descendència de la mitològica dinastia Suryavansha (Solar) a través de Kusha, que era un dels fills bessons de Rama i Sita. Anteriorment, adoraven a Xiva i Xakta.

## Orígens
Els moderns Kushwahes, dels quals el Kachwahes formen una part, generalment reclamen ser descendents de Kusha, un fill de l'avatar mitològic de Vixnu, Rama. Això habilita la seva reclamació de ser de la dinastia Suryavansha, però en realitat és un mite de l'origen desenvolupat en el segle xx. Prèviament les diverses branques que formen la comunitat Kushwah - els Kachwahes, Kachhis, Koeris, i Muraos - afavorien una connexió amb Xiva i Xakta.

## Governants
Una família Kachwaha governava al principat d'Amber, que més tard va esdevenir conegut com a estat de Jaipur, i aquesta branca és de vegades considerada com Rajput. Eren caps a Amber i el 1561 van obtenir el suport de l'emperador Akbar, de l'Imperi Moghul. El llavors cap, Bharamail Kachwaha fou formalment reconegut com a Raja i va ser investit dins la noblesa moghul a canvi de donar la seva filla a l'harem d'Akbar. Un governador va ser designat per supervisar el territori de Bharamail i un arranjament de tribut va permetre a Bharamail obtenir un rang amb salari que es pagava dels ingressos de l'àrea. La pràctica rajput de donar filles als emperadors moghuls a canvi de reconeixement com a noblesa i l'honor de lluitar en nom de l'Imperi estava a l'origen d'aquest acord i per això els moghuls eren sovint capaç d'afirmar el seu domini sobre els caps rajputs de l'Índia del nord sense necessitat de intimidar-los físicament, especialment després de la seva derrota a Gondwana.